# Trois hommes et un couffin
Trois hommes et un couffin is een Franse film van Coline Serreau die werd uitgebracht in 1985.
Deze filmkomedie was de grootste kassakraker van 1985 in Frankrijk.

## Verhaal
Jacques, Michel en Pierre zijn drie vrienden die samen een appartement huren. Jacques is vliegtuigsteward. Vlak voor hij voor geruime tijd vertrekt naar het Verre Oosten vertelt hij zijn huisgenoten dat hij aan een vriend heeft beloofd voor een pakje te zorgen dat binnenkort zal afgeleverd worden op hun adres. 
Het pakje blijkt echter een baby te zijn. In het pakje vinden Michel en Pierre een briefje van de moeder van het kleine meisje. Die deelt Jacques mee dat hij als vader een tijdje op het kindje moet passen. Michel en Pierre ondervinden vlug dat het voor onervaren vrijgezellen niet zo eenvoudig is luiers te verversen, de baby te doen drinken aan de zuigfles of in slaap te wiegen.

## Rolverdeling
| Acteur                    | Personage      |
| ------------------------- | -------------- |
| Roland Giraud             | Pierre         |
| Michel Boujenah           | Michel         |
| André Dussollier          | Jacques        |
| Philippine Leroy-Beaulieu | Sylvia         |
| Dominique Lavanant        | mevrouw Rapons |
| Marthe Villalonga         | Antoinette     |
| Annick Alane              | de apothekeres |
| Gabriel Jabbour           | de overste     |
| Marianne Basler           | Nathalie       |

## Remakes
In 1987 verscheen een Amerikaanse remake Three Men and a Baby, in 1990 gevolgd door Three Men and a Little Lady.
In 2007 kwam er een Indiase remake Heyy Babyy.
In 2015 verscheen de Duitse film 3 Türken und ein Baby, die op hetzelfde concept is gebaseerd.